# Чмырёва, Наталья Юрьевна
Наталья Юрьевна Чмырёва (28 мая 1958 — 16 августа 2015) — советская теннисистка, двукратная победительница Уимблдонского турнира среди девушек (1975, 1976), победительница открытых чемпионатов Австралии (1975) и США (1975) среди девушек, полуфиналистка Открытого чемпионата Австралии (1975), трёхкратная чемпионка СССР (по одному разу в женском одиночном, женском парном и смешанном парном разрядах), заслуженный мастер спорта СССР (1991).

## Биография
Наталья Чмырёва родилась 28 мая 1958 года. Её отец — Юрий Чмырёв — теннисист, заслуженный тренер РСФСР, а мать — Светлана Севастьянова — теннисистка, мастер спорта СССР, заслуженный тренер СССР. В теннис Наталья Чмырёва начала играть с семи лет под руководством родителей. Окончила Московский государственный университет имени М. В. Ломоносова.  
В 1975 году Чмырёва была сильнейшей теннисисткой мира среди девушек: в этой категории она победила на трёх турнирах Большого шлема — Уимблдонском турнире и открытых чемпионатах США и Австралии. В 1976 году она одержала вторую победу на Уимблдонском турнире среди девушек. В это время её тренером был Сергей Гусев.
Наталья Чмырёва также выступала в основной сетке турниров Большого шлема. На открытом чемпионате Франции 1973 года она проиграла в первом круге. На открытом чемпионате Австралии 1975 года она дошла до полуфинала, в котором проиграла Мартине Навратиловой. В том же году она дошла до 4-го круга Уимблдонского турнира (в котором также проиграла Навратиловой) и до 2-го круга открытого чемпионата США. В 1976 году на Уимблдонском турнире Чмырёва опять дошла до 4-го круга соревнований, в котором на этот раз проиграла своей соотечественнице, будущей финалистке турнира Ольге Морозовой. В том же году Чмырёва вышла в четвертьфинал открытого чемпионата США, в котором она уступила Крис Эверт. 
В составе сборной СССР Чмырёва играла в матчах Кубка Федерации 1978 и 1979 годов. В обоих сезонах сборная СССР доходила до полуфиналов. Всего в этих соревнованиях Чмырёва провела семь игр в одиночном разряде (пять побед и два поражения) и пять игр в парном разряде (четыре победы и одно поражение).
Наталья Чмырёва была победительницей чемпионатов СССР по теннису 1978 года (в женском одиночном и парном разрядах) и 1982 года (в смешанном парном разряде), также четыре раза была финалисткой чемпионатов СССР — в женском парном разряде (1975, 1981) и смешанном парном разряде (1975, 1981). Кроме этого, Чмырёва три раза побеждала на Всесоюзных зимних соревнованиях по теннису в одиночном разряде (1978, 1981, 1982) и один раз — в смешанном парном разряде (1978). В составе сборной Москвы она становилась чемпионкой Спартакиад народов СССР 1975 и 1979 годов. Чмырёва также победила на теннисном турнире Универсиады 1979 года в одиночном разряде.
В 1974—1982 годах Чмырёва девять раз входила в список сильнейших теннисисток СССР, лучшее место — второе (в 1976 и 1978 годах). В 1991 году ей было присвоено звание заслуженного мастера спорта СССР.
В 1985—1988 годах Наталья Чмырёва работала тренером ДСО «Динамо», а в 1990—1992 годах — тренером СДЮШОР № 24 города Москвы.
Скончалась 16 августа 2015 года. Похоронена в Москве, на Ваганьковском кладбище.

## Выступления на турнирах

### Финалы чемпионата СССР

#### Одиночный разряд: 1 финал (1 победа)
| Результат | №  | Год  | Турнир         | Соперница         | Счёт          |
| Победа    | 1. | 1978 | Чемпионат СССР | Елена Гранатурова | 6-4, 1-6, 8-6 |

#### Парный разряд: 3 финала (1 победа — 2 поражения)
| Результат | №  | Год  | Турнир         | Партнёрша       | Соперницы                        | Счёт     |
| Поражение | 1. | 1975 | Чемпионат СССР | Марина Чувырина | Марина Крошина Ольга Морозова    | 1-6, 2-6 |
| Победа    | 1. | 1978 | Чемпионат СССР | Елена Елисеенко | Елена Гранатурова Марина Крошина | 6-0, 6-4 |
| Поражение | 2. | 1981 | Чемпионат СССР | Марина Крошина  | Ольга Зайцева Светлана Чернева   | 1-6, 1-6 |

#### Смешанный парный разряд: 3 финала (1 победа — 2 поражения)
| Результат | №  | Год  | Турнир         | Партнёр         | Соперники                           | Счёт          |
| --------- | -- | ---- | -------------- | --------------- | ----------------------------------- | ------------- |
| Поражение | 1. | 1975 | Чемпионат СССР | Анатолий Волков | Ольга Морозова Александр Метревели  | 5-7, 4-6      |
| Поражение | 2. | 1981 | Чемпионат СССР | Э. Ланге        | Елена Елисеенко Вадим Борисов       | 5-7, 4-6      |
| Победа    | 1. | 1982 | Чемпионат СССР | Сергей Леонюк   | Юлия Сальникова Александр Богомолов | 4-6, 6-0, 7-5 |